# Curlie
Curlie är en länkkatalog på internet som startades av frivilliga medarbetare och tog över efter att Open Directory Project (ODP/DMOZ) lades ner 17 mars 2017.
Open Directory Project var ett projekt för att bygga en länkkatalog strukturerad i kategorier, där vem som helst kunde ansöka om att bli redaktör. Namnet DMOZ kommer av Directory-Mozilla. (Mozilla var det inofficiella namnet på Netscapes webbläsare samt dess maskot.)
ODP började år 1998 som ett projekt av Rich Skrenta och Bob Truel under namnet GnuHoo. Efter påtryckningar från GNU-projektet byttes namnet till NewHoo. Senare samma år köptes man upp av Netscape och bytte namn till Netscape Open Directory. Då började katalogdata göras tillgängligt som öppet innehåll. Netscape använde också katalogdata för sin webbportal.